# Cyrtarachne gibbifera
Cyrtarachne gibbifera là một loài nhện trong họ Araneidae.
Loài này thuộc chi Cyrtarachne. Cyrtarachne gibbifera được Eugène Simon miêu tả năm 1899.